# Eido II.
Eido II. († um 1046) war von 1040 bis 1046 Bischof von Meißen.
Eido II. erscheint auch als Aico, Ido, Egidius, Aigo, Eiko oder Heiko. Bischof Eido II. erscheint in Urkunden einzig im Rahmen einer Schenkung von König Heinrich III. an das Meißner Hochstift, welche durch Fürsprache vom Magdeburger Erzbischof Humfried und dem Meißener Markgrafen Ekkehard I. angeregt wurde. Eido II. soll mit Ekkehard I. in einem freundschaftlichen Verhältnis gestanden haben. Den Tod Eidos II. grenzt Machatschek auf das Ende des Jahres 1045 bis zur ersten Hälfte des Jahres 1046 ein.